# Черен морски дявол
Черен морски дявол (Melanocetus johnsonii) е вид морски дявол от семейство Melanocetidae. Латинското наименование е дадено в чест на Джеймс Джонсън, след като открива рибата в района на Мадейра.

## Хабитат
Черният морски дявол живее на дълбочина от 1000 до 4000 метра. От еуфотичната морска зона отгоре не достига светлина. Единствената светлина, която рибата може да види е биолуминесценцията от други морски организми. M. johnsonii живее в относително голям диапазон от дълбочини, като обикновено е активна на дълбочина от 1000 до 1500 метра, но може да срещне и на дълбочина до 4500 метра.
В миналото се смята за широко разпространена в умерените и тропически пояси на всички океани плюс Южнокитайско море и Източнокитайско море. Скорошно изследване, обаче, намира M. johnsonii в стомаха на риба в Антарктика през 2014 г.

## Морфология
Черният морски дявол е риба с меко тяло. Няма люспи или тазови перки. Женските имат големи глави с широка уста и дълги остри зъби и са способни да изядат плячка, която е по-голяма от тях самите. Като всички останали морски дяволи, женските имат къс гръбначен стълб с надуваем апарат на муцуната. Този апарат има компресирани задни и предни гребени, което различава M. johnsonii от останалите морски дяволи.
M. johnsonii проявява полов диморфизъм, като женските са по-големи, а мъжките са джуджета. Женските достигат 18 cm, докато мъжките едва 2,9 cm. Мъжките имат по-голям брой зъби и повече лъчи на гръбните и гръдните перки.

## Хранене
Хищническата стратегия на M. johnsonii е да изчаква от засада. Женските използват надуваемия си апарат на муцуната като биолуминесцентна примамка, за да привлича както плячка, така и потенциални партньори. Биолуминесценцията на черния морски дявол е пример за бактерии, които живеят в симбиоза с куката на рибата. В дълбокото море няма много източници на храна, тъй като едва 5% от хранителните вещества от еуфотичната зона потъват към дълбокия океан. Голямата уста, острите зъби и големият стомах с огромен капацитет помагат на женските да ядат почти всичко, което срещнат.
Мъжките са доста по-малки и не са хищни. Те също имат много по-развита система за намиране на другия пол. Обаче, тъй като само осем мъжки екземпляра са намерени към днешна дата, информацията за мъжките е ограничена.

## Възпроизвеждане
Намирането на партньор за M. johnsonii е трудно, тъй като рибите са отдалечени една от друга в дълбоките води. Много от мъжките морски дяволи, които намерят женска, се сливат към телата им и става постоянни паразити върху женската, като единствената им функция е да произвеждат сперма за нея. Женските могат да има по няколко мъжки, живеещи върху тялото ѝ. За разлика от останалите морски дяволи, обаче, M. johnsonii не паразитират. Те временно се закрепват към по-голямата женска, изпускат сперма и изоставят женската, за да намерят друг партньор. Също така, възпроизвеждането на черните морски дяволи се случва чрез външно оплождане. Женските пускат яйцата си във водата, а мъжките веднага изпускат сперма по такъв начин, че да уловят и оплодят яйцата.

## Опазване
M. johnsonii е класифициран като незастрашен вид, според Червената книга. Рибата не е източник на храна за хората и не се лови от тях. Малкият брой на популацията им вероятно се дължи на оскъдността на видове в дълбоководната морска среда.